# Дубынино (Ивановская область)
 Дубынино — деревня в Ивановском районе Ивановской области. Входит в состав Богданихского сельского поселения.

## География
Находится в центральной части Ивановской области на расстоянии приблизительно 15 км на юго-восток по прямой от вокзала станции Иваново у автомобильной дороги Иваново-Шуя.

## История
В 1859 году здесь (тогда деревня Шуйского уезда Владимирской губернии) было учтено 12 дворов, в 1902 — 29.

## Население
Постоянное население составляло 69 человек (1859 год), 203 (1902), 42 в 2002 году (русские 98 %), 44 в 2010.